# آي ماك جي 3
أول إصدار من منتج آي ماك من شركة أبل. كان أول لون له هو الأخضر الغامق وبعد فترة أطلقت الشركة ألوان أخرى. وكان يباع الآي ماك مع فأرة ولوحة مفاتيح من نفس لون الجهاز. كان أول إصدار للـجي 3 يحمل معالج بقدرة 233 ميجاهرتز بور بي سي جي 3 (بالإنجليزية: PowerPC G3)‏. وكان من نوع الكل في واحد، أي الشاشة واللوحة الأم ووحدة المعالجة في صندوق واحد.

## تاريخ الآي ماك
في عام 1998 أُصدر أول آي ماك وكان فريد من نوعه، كان غريب عن تلك الحقبة من الزمن لم يكن كمبيوتراً عادياً، لم يكن هناك إلا شاشة ولوحة مفاتيح وفأرة وكان خلف الشاشة القطع الداخلية من قرص صلب ولوحة أم ومعالج...، وكان بيضاوي الشكل بلون أخضر غامق شفاف، كان بشاشة أنبوب أشعة مهبطية بمقاس 15"، وللوصول للرام عن طريق باب أسفل الجهاز، سماعات داخلية مدمجة وفتحتان لسماعات الرأس من الجهة الأمامية للجهاز، وقد قام بتصميمه جونثان إيف (بالإنجليزية: Jonathan Ive)‏.

## أنواع الآي ماك جي 3

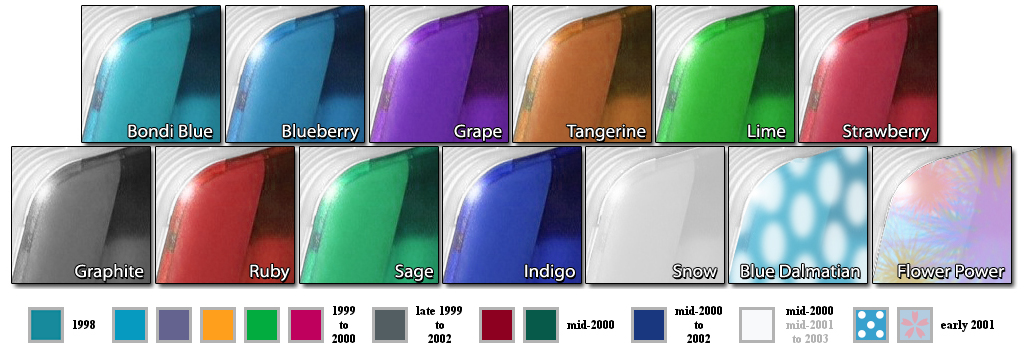
الألوان الثلاثة عشر للآي ماك جي 3

### آي ماك جي 3 أخضر شفاف الإصدار الأول

#### الوصف
أصدر في 1998 م. سهولة استخدامه، وسرعة اتصاله بالإنترنت حال ما تخرجه من الصندوق، وتصميمه الجميل ؛ كانت لصالح الآي ماك. يقال أن (آى) في آي ماكاختصار إنترنت.

#### المواصفات
- معالج بور بي سي الجيل الثالث بقوة 233 ميجاهرتز.
- سي دي روم 24x.
- 4 جيجابايت قرص صلب.
- 32 ميجابايت ذاكرة عشوائيه -رام-.
- 2 ميجابايت ذاكرة رسومية.
- المنافذ : يو إس بي 1.1، إيثرنت، 56 كيلوبايت مودم، وفتحة سماعة الرأس، وفتحة إدخال صوت(ميكروفون، آلات موسيقية تدعم هذة الخاصية).

#### البرامج
محمل به نظام تشغيل ماك الثامن مع برنامج أبل وركس.

### آي ماك جي 3 أخضر شفاف الإصدار الثاني

#### الوصف
الإصدار الثاني أعلن عنه في 17 أوكتوبر 1998، وكان يحمل بعض التغييرات منها : جعل زر التشغييل زر إعادة تشغيل أيضاً بضغطه مرتين لتسهيل عملية إعادة التشغيل في حال وجود خلل، تقديم الإصدار مع نظام تشغيل ماك 8.5، وزيادة ذاكرة وحدة معالجة الرسومات.

#### المواصفات
- معالج بور بي سي الجيل الثالث بقوة 233 ميجاهرتز.
- سي دي روم 24x.
- 4 جيجابايت قرص صلب.
- 32 ميجابايت ذاكرة عشوائيه -رام-.
- 6 ميجابايت ذاكرة رسومية.
- المنافذ : يو إس بي 1.1، إيثرنت، 56كيلوبايت مودم، وفتحة سماعة الرأس، وفتحة إدخال صوت(ميكروفون، آلات موسيقية تدعم هذة الخاصية).

#### البرامج
محمل به نظام تشغيل ماك 8.5 مع برنامج أبل وركس.

### آي ماك جي 3 266 ميجاهرتز بخمسة ألوان

#### الوصف
قُدم هذا الإصدار في 5 يناير 1999 مع بعض التغييرات، أهمها الألوان الخمسة

#### المواصفات
- معالج بور بي سي الجيل الثالث بقوة 266 ميجاهرتز.
- سي دي روم 24x.
- 6 جيجابايت قرص صلب.
- 32 ميجابايت ذاكرة عشوائيه -رام-.
- 6 ميجابايت ذاكرة رسومية.
- المنافذ : يو إس بي 1.1، إيثرنت، 56كيلوبايت مودم، وفتحة سماعة الرأس، وفتحة إدخال صوت(مصدح (ميكروفون)، آلات موسيقية تدعم هذة الخاصية).

#### البرامج
محمل به نظام تشغيل ماك 8.5 مع برنامج أبل وركس.

### آي ماك جي 3 333 ميجاهرتز

#### الوصف
قُدم هذا الإصدار في 14 أبريل 1999. التغيير الوحيد في هذا الإصدار هو السرعة المعالج.

#### المواصفات
- معالج بور بي سي الجيل الثالث بقوة 333 ميجاهرتز.
- سي دي روم 24x.
- 6 جيجابايت قرص صلب.
- 32 ميجابايت ذاكرة عشوائيه -رام-.
- 6 ميجابايت ذاكرة رسومية.
- المنافذ : يو إس بي 1.1، إيثرنت، 56كيلوبايت مودم، وفتحة سماعة الرأس، وفتحة إدخال صوت(مصدح (ميكروفون)، آلات موسيقية تدعم هذة الخاصية).

#### البرامج
محمل به نظام تشغيل ماك 8.5 مع برنامج أبل وركس.

### آي ماك جي 3 مدخلالسي ديعن طريق الشفط الإصدار الأول

#### المواصفات
- معالج بور بي سي الجيل الثالث بقوة 350 أو 400 ميجاهرتز.
- سي دي روم 24x أو دي في دي روم 4x بالشفط
- 6 أو10 أو 13 جيجابايت قرص صلب.
- 64 أو 128 ميجابايت ذاكرة عشوائيه -رام-.
- ذاكرة رسومية أي تي آي رايج 128 في أر ATI Rage 128 VR بسعة ذاكرة 8 ميجابايت .
- المنافذ : يو إس بي 1.1، إيثرنت، 56كيلوبايت مودم، وفتحة سماعة الرأس، وفتحة إدخال صوت(مصدح (ميكروفون)، آلات موسيقية تدعم هذة الخاصية).

### آي ماك جي 3 مدخلالسي ديعن طريق الشفط الإصدار الثاني

#### المواصفات
- معالج بور بي سي الجيل الثالث بقوة 350 أو 400 أو450 أو 500 ميجاهرتز.
- سي دي روم 24x أو دي في دي روم 4x بالشفط.
- 7 أو 10 أو 20 أو 30 جيجابايت قرص صلب.
- 64 أو 128 ميجابايت ذاكرة عشوائيه -رام-.
- ذاكرة رسومية أي تي آي رايج 128 برو ATI Rage 128 Pro بسعة ذاكرة 8 ميجابايت .
- المنافذ : يو إس بي 1.1، إيثرنت، 56كيلوبايت مودم، وفتحة سماعة الرأس، وفتحة إدخال صوت(مصدح (ميكروفون)، آلات موسيقية تدعم هذة الخاصية).

### آي ماك جي 3 مدخلالسي ديعن طريق الشفط الإصدار الثالث

#### المواصفات
معالج بور بي سي الجيل الثالث بقوة 400 أو 500 أو 600 ميجاهرتز.
- 10 أو 20 أو 30 جيجابايت قرص صلب.
- سي دي روم 24x أو دي في دي روم 4x بالشفط.
- 64 أو 128 ميجابايت ذاكرة عشوائيه -رام-.
- ذاكرة رسومية أي تي آي رايج 128 برو (بالإنجليزية: ATI Rage 128 Pro)‏ بسعة ذاكرة 8 ميجابايت أو أي تي آي رايج 128 ألترا (بالإنجليزية: ATI Rage 128 Ultra)‏ بسعة ذاكرة 16 ميجابايت.
- المنافذ : يو إس بي 1.1، إيثرنت، 56كيلوبايت مودم، وفتحة سماعة الرأس، وفتحة إدخال صوت(مصدح (ميكروفون)، آلات موسيقية تدعم هذة الخاصية).

### آي ماك جي 3 مدخل السي دي عن طريق الشفط الإصدار الرابع

#### المواصفات
- معالج بور بي سي الجيل الثالث بقوة 400 أو 500 أو 600 ميجاهرتز.
- 20 أو 40 أو 60 جيجابايت قرص صلب.
- سي دي روم 24x أو دي في دي روم 4x بالشفط.
- 64 أو 128 أو 256 ميجابايت ذاكرة عشوائيه -رام-.
- ذاكرة رسومية أي تي آي رايج 128 ألترا ATI Rage 128 Ultra بسعة ذاكرة 16 ميجابايت.
- المنافذ : يو إس بي 1.1، إيثرنت، 56كيلوبايت مودم، وفتحة سماعة الرأس، وفتحة إدخال صوت(مصدح (ميكروفون)، آلات موسيقية تدعم هذة الخاصية).

## وصلات خارجية
lowendmac.com
[ https://web.archive.org/web/20100329133255/http://guides.macrumors.com/iMac_G3]